# Pougny, Ain
Pougny är en kommun i departementet Ain i regionen Auvergne-Rhône-Alpes i östra Frankrike. Kommunen ligger  i kantonen Collonges som ligger i arrondissementet Gex. Kommunens areal är 7,77 km². År 2022 hade Pougny 792 invånare.

## Befolkningsutveckling
Antalet invånare i kommunen Pougny
Referens: INSEE